# Gloquidio

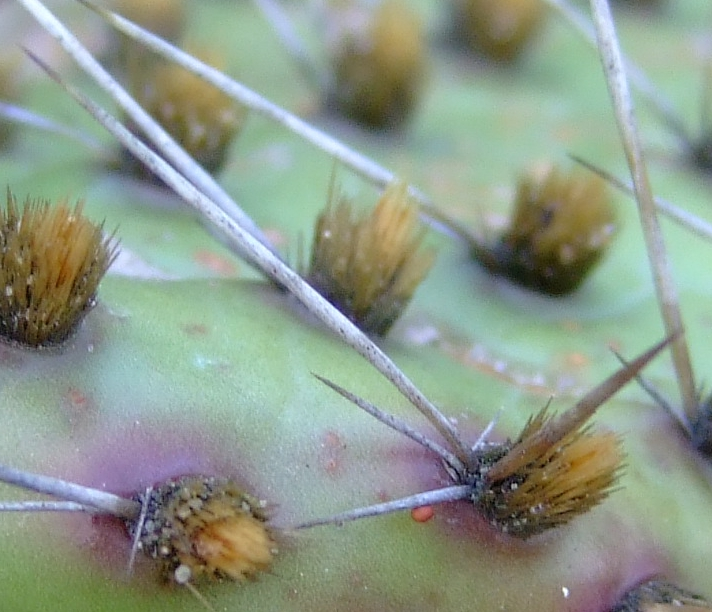
Espinas y gloquidios (botánicamente, también son espinas) de Opuntia howeyi.

Los gloquidios poseen numerosas barbas retrorsas a lo largo (en la figura ejemplo de barbas retrorsas).

La areola de Cactaceae es un vástago apical modificado, reducido, que no se elonga y donde se originan las espinas foliares. En amarillo el tallo, en verde las espinas foliares, en verde y más pequeños los gloquidios (también espinas).

Los gloquidios son espinas foliares delgadas, generalmente poco visibles, que poseen numerosas barbas retrorsas a lo largo y son caducas, que se encuentran en las areolas de los cactus opuntioides (Opuntia y similares). Conviven con las típicas espinas foliares de las cactáceas en la misma planta, que son más grandes, insertas más firmemente a la areóla y sin barbas.
Los gloquidios de cacto fácilmente se desprenden de la planta, y se pegan a la piel, causando irritación al contacto con los penachos que cubren algunas especies, cada penacho con centenares de ellos.